# Dogstar
I Dogstar sono un gruppo musicale alternative rock statunitense formatosi nel 1991, scioltosi nel 2002 e riunitosi nel 2022.
Il gruppo è principalmente noto per la presenza del celebre attore canadese Keanu Reeves, che nel gruppo suona il basso e canta come backing vocals. Gli altri membri del gruppo sono l'attore Robert Mailhouse (batteria e cori), Bret Domrose (chitarra e voce) e Gregg Marc Miller (chitarra e voce, fino al 1995). Nei Dogstar ha inoltre suonato, tra il 2000 e il 2002, in qualità di turnista, il chitarrista Richie Kotzen, poi nei Poison e nei Mr. Big.

## Storia
Il gruppo nasce nel 1991 dall'incontro degli attori Robert Mailhouse e Keanu Reeves, rispettivamente batterista e bassista. Al duo si aggiunge l'attore Gregg Marc Miller alla chitarra e alla voce. La band si fa chiamare prima Small Fecal Matter, poi BFS (sigla che potrebbe indicare Big Fucking Shit o Big Fucking Sound) e infine Dogstar, nome proposto da Mailhouse che trovò leggendo il libro Sexus, dello scrittore Henry Miller. Con questa formazione il gruppo registra il suo primo singolo Ride, di cui viene realizzato un videoclip nel 1993. Nel 1994 il gruppo diventa un quartetto, grazie all'ingresso di Bret Domrose alla seconda voce e chitarra. Questa formazione durerà solo per un anno, poiché al termine del tour del 1995, Miller abbandona la band che ritorna, quindi, a essere un trio con Domrose unico frontman. Nello stesso anno il gruppo trova i suoi primi ingaggi importanti come gruppo di supporto per artisti quali Bon Jovi e David Bowie. All'inizio del 1996 è la volta del loro debutto discografico, quando pubblicano il primo EP Quattro Formaggi, seguito pochi mesi dopo dall'album di debutto Our Little Visionary, entrambi distribuiti dall'etichetta discografica Zoo Entertainment, inizialmente solo in Giappone. Nello stesso anno il gruppo suona anche allo Zwemdokrock Festival in Belgio e nel 1999 al Glastonbury Festival in Gran Bretagna. Nel 2000 esce il secondo album Happy Ending, questa volta distribuito dall'etichetta discografica Ultimatum Music, il cui sound viene definito da Bret Domrose pop aggressive rispetto all'album precedente.
Nell'ottobre 2002 i Dogstar tengono il loro ultimo concerto in Giappone, sciogliendosi poco dopo. Successivamente Bret Domrose inizia a lavorare come solista, suonando per breve tempo come chitarrista nei Berlin e scrivendo musica per film e programmi televisivi. Reeves e Mailhouse invece continuano l'attività musicale fondando il gruppo musicale Becky insieme al chitarrista Paulie Kosta e alla cantante Rebecca Lord. All'inizio del 2005 Keanu Reeves annuncia il suo abbandono del gruppo e il ritiro dall'attività di musicista, dedicandosi a tempo pieno al cinema. In seguito dei Becky non si hanno più notizie.
Nonostante lo scioglimento del gruppo nel 2002, i tre componenti storici rimangono in buoni rapporti, tanto da ritrovarsi, di tanto in tanto, a suonare insieme in jam session private in casa di Robert Mailhouse a Silver Lake, in California. Come dichiarato in un'intervista nel maggio 2023, a causa dell'inizio della Pandemia di COVID-19 nel marzo 2020, il trio trascorre molto tempo insieme in quarantena, effettuando sessioni di prova che ben presto si trasformano in sessioni di componimento di canzoni che portarono il gruppo a ritrovare l'entusiasmo di un tempo e a valutare un ritorno sulle scene. Nel maggio 2022, a circa vent'anni dal loro scioglimento, il gruppo annuncia la reunion sulla pagina Facebook ufficiale, già attiva da diversi anni, ma che solo pochi giorni dopo l'annuncio ottiene il badge di pagina verificata. L'annuncio viene dato anche sulla pagina Instagram ufficiale, nata proprio in occasione della reunion con tanto di descrizione che recita "Dogstar is Back". Dichiarano inoltre di essere al lavoro su un nuovo album, il cui inizio delle registrazioni è previsto per il mese di luglio. A conferma della notizia sono visibili sulle pagine Facebook e Instagram foto e video che vedono Domrose, Mailhouse e Reeves provare i nuovi brani e post di aggiornamento a cadenza più o meno giornaliera delle sessioni di registrazione. Il 14 agosto il gruppo annuncia di aver terminato le registrazioni con il produttore Dave Trumfio e l'ingegnere del suono Ruddy Lee Cullers presso il Kingsize Soundlabs. Dopo la fase di missaggio e la rifinitura dei brani durata da settembre a novembre, l'uscita del nuovo album viene annunciata per il 2023. Il 16 dicembre 2022 il gruppo torna sul palco per un concerto privato. 
Il 27 maggio 2023 il gruppo tiene il suo primo concerto in pubblico dopo lo scioglimento al BottleRock 2023 a Napa Valley, in California, condividendo il palco con artisti quali Lizzo, Nile Rodgers & Chic, Carly Rae Jepsen e Duran Duran. In questa occasione il gruppo esegue una selezione di brani tratti dai due album precedentemente pubblicati e dall'album di prossima uscita. Il 19 luglio 2023 esce Everything Turns Around, il primo singolo del nuovo album. La copertina che ne accompagna l'uscita rivela anche che il titolo del nuovo album è Somewhere Between the Power Lines and Palm Trees che esce per l'etichetta discografico Dillon Street Records il 6 ottobre 2023. L'11 agosto successivo il gruppo pubblica il secondo singolo Breach. Il 15 settembre esce il terzo singolo intitolato Glimmer.

## Formazione

### Gruppo
- Bret Domrose - chitarra, voce principale (1994-2002; 2022-presente)
- Robert Mailhouse - batteria, cori (1991-2002; 2022-presente)
- Keanu Reeves - basso,  cori (1991-2002; 2022-presente)
- Gregg Marc Miller - chitarra, voce (1991-1995)

### Turnisti
- Richie Kotzen - chitarra, cori (2000 - 2002)

## Discografia

### Album in studio
- 1996 - Our Little Visionary (Zoo Entertainment)
- 2000 - Happy Ending (Ultimatum Music)
- 2023 - Somewhere Between the Power Lines and Palm Trees (Dillon Street Records)

### Raccolte
- 2000 - The Complete Collection

### EP
- 1996 - Quattro Formaggi (Zoo Entertainment)

### Singoli
- 1994 - Illuminati Fabricati
- 1996 - Honesty Anyway (Zoo Entertainment)
- 1999 - Cornerstore (Ultimatum Music)
- 2023 - Everything Turns Around (Dillon Street Records)
- 2023 - Breach (Dillon Street Records)
- 2023 - Glimmer (Dillon Street Records)
- 2024 - Misery
- 2024 - Song E
- 2024 - Placebo
- 2024 - Sb6480
- 2024 - Stamp

### Partecipazioni
- 2004 - AA.VV. Influences & Connections - Volume One: Mr. Big, con il brano Shine